# Ácido oleanólico
El ácido oleanólico es un ácido triterpénico que se encuentra de forma natural en numerosas plantas entre las que se cuenta el olivo (olea europea) y la vid. Es uno de los componentes del aceite de oliva, las aceitunas y las uvas.  Su fórmula es 3-betahidroxi-28-carboxioleanano.
Se le han atribuido numerosas propiedades beneficiosas para la salud, por lo cual se están realizando estudios en diferentes países para comprobar si su consumo habitual puede constituir un tratamiento eficaz para diferentes enfermedades como la diabetes. Los resultados obtenidos hasta el momento son esperanzadores.

## Producción natural
Se estudió y ha sido aislado de varias plantas, incluyendo  Olea europaea (hojas, fruto), Rosa woodsii (hojas), Prosopis glandulosa (hojas), Phoradendron juniperinum (toda la planta), Syzygium claviflorum (hojas), Hyptis capitata (toda la planta), Mirabilis jalapa y Ternstromia gymnanthera (parte aérea).  Otras especies de Syzygium incluyendo Syzygium samarangense.